# Protaetia cariana
Protaetia cariana är en skalbaggsart som beskrevs av Raffaello Gestro 1891. Protaetia cariana ingår i släktet Protaetia och familjen Cetoniidae. Inga underarter finns listade i Catalogue of Life.